# 둔덕면

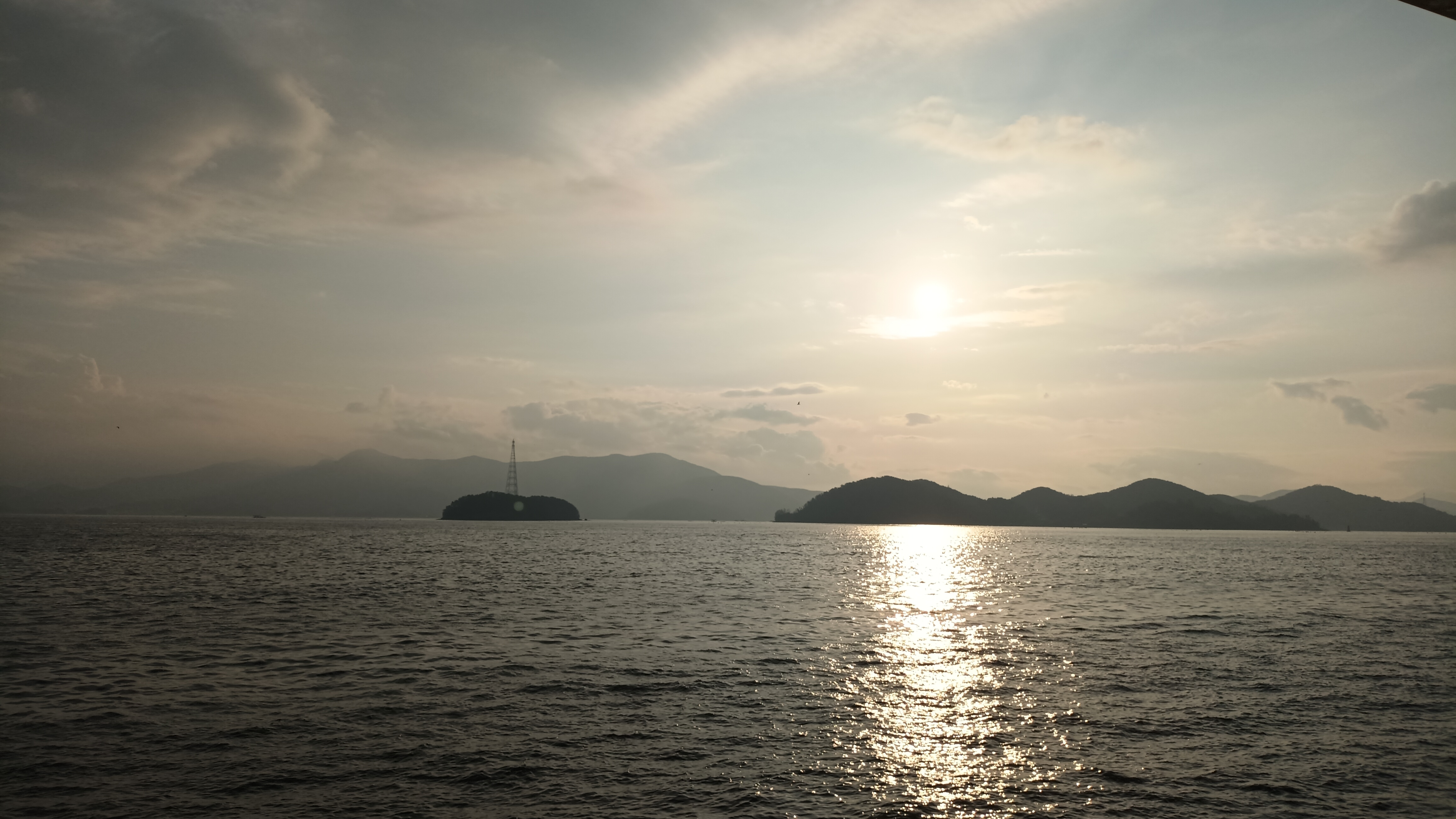
통영항여객선터미널 앞바다에서 바라본 거제시 둔덕면 방화도(좌, 송전탑이 있는 섬)와 화도(우)

둔덕면(屯德面)은 대한민국 경상남도 거제시의 면이다.

## 개요
둔덕면은 신라시대는 당시 거제의 명칭이었던 ‘상군’(裳郡)의 치소지가 있었고, 고려시대는 기성현의 치소지 가 위치한 거제도의 중심지였으며, 18대 고려 의종이 정중부의 난을 피해 거제 둔덕기성(구:폐왕성)(사적 제509호)에 피난하여 왕이 3년간 둔덕에 거주하였다.
한국 연극계의 거목 동랑 유치진 선생과 생명파 시인인 청마 유치환 선생의 생가가 방하마을에 위치하고 있으며, 청마기념관은 2008년 4월에 완공되어 많은 관람객들이 왕래하고 있다. 사시사철 맑은 물이 흐르는 둔덕천, 거제 명산인 산방산, 거제 둔덕기성(구:폐왕성, 사적 제509호), 야생화 단지인 산방산 비원, 한국 최고의 굴을 생산하고 있는 청정해역 등 문화유산과 아름다운 자연환경이 펼쳐져 있다.

## 연혁

### 신라
- 7~8세기경 둔덕면 거림리에 현재의 거제 둔덕기성(구:폐왕성)(사적 제509호)인 기성 축조-(거제도 最古의 성)
- 677년 신라 문무왕 17년 상군(裳郡) 설치-(거림리 일대가 상군의 치소지 추정 : 裳四里 기와 편 발견)

### 고려
- 983년 고려 성종 2년 둔덕면 거림리에 기성현지 설치

### 조선
- 1623년 인조 원년 거제 7진 중 영등진 이전 설치(장목 구영→둔덕 학산)
- 1769년 영조 45년 방리제 실시로 둔덕 7방 설치-(영등, 하둔덕, 산방, 거림치, 상둔덕, 법동포, 한산도)
- 1889년 고종 26년 면리제 개편으로 한산도면 분리

### 일제시대
- 1913년 한일강제병합 후 면사무소 방하리에 설치
- 1915년 둔덕면 9개리 설치-(상둔, 시목, 거림, 산방, 방하, 하둔, 어구, 술역, 학산)
- 1928년 면사무소 하둔리에 이전

### 해방후
- 1994년 면청사 신축 이전(현 청사)

## 행정 구역
- 방하리
- 거림리
- 상둔리
- 술역리
- 시목리
- 학산리
- 하둔리
- 산방리
- 어구리

## 교육
- 숭덕초등학교
- 둔덕중학교

## 관광
- 산방산 (거제시)
- 산방산 비원
- 청마생가
- 거제고군치소지 (巨濟古郡懸治所地)

둔덕면 거림리 274-1에 위치한 경상남도 기념물 제162호로 1997년 1월 30일에 지정되었다. 이곳은 983년 고려 성종 2년 기성현이 설치되었던 관아지로 알려진 곳으로 고려시대의 막새기와를 비롯한 명문기와, 신라, 고려의 토기편 고려청자편, 분청자기편이 출토 되었으며 신라, 고려시대, 거제군 치소로 추정되는 지역이다.
- 둔덕기성